# Xestospiza
Xestospiza James & Olson, 1991 è un genere estinto di uccelli passeriformi della famiglia Fringillidae.

## Tassonomia
Il nome scientifico del genere deriva dall'unione delle parole greche ξεστος (xestos, "liscio") e σπιζα (spiza, "fringuello"), col significato di "fringuello (dal becco) liscio", in riferimento al becco di questi uccelli.

## Descrizione
Le specie ascritte al genere sono note solo attraverso il ritrovamento di subfossili parziali di ossa del corpo e specialmente del becco, che aveva forma conica. Si pensa che avessero dimensioni inferiori alla quindicina di centimetri e aspetto piuttosto basale, non dissimile da quello dei canarini odierni.

## Biologia
Si suppone che questi uccelli fossero diurni e insettivori.

## Distribuzione e habitat
Una delle due specie (X. conica) era endemica dell'isola di Kauai, mentre l'altra (X. fastigialis) aveva un areale più ampio, che comprendeva Maui, Molokai e Oahu: il loro habitat era verosimilmente rappresentato dalle aree ricoperte di foresta.

## Tassonomia
Al genere vengono ascritte due specie, ambedue estinte:
- Xestospiza conica James & Olson, 1991
- Xestospiza fastigialis James & Olson, 1991

Non sono ancora state ben studiate le relazioni di questi uccelli con gli altri Drepanidini: secondo alcuni, essi sarebbero vicini alle specie dal becco più robusto (clade corrispondente al taxon obsoleto degli Psittirostrini).